# Eksjö
För andra betydelser, se Eksjö (olika betydelser).
Eksjö är en tätort i Småland och centralort i Eksjö kommun, Jönköpings län med 11 077 invånare (2023). Staden har sedan lång tid tillbaka inhyst inrättningar som lasarett, tingsrätt och militär. Komunslogan: Eksjö-Den unika trästaden.

## Historik

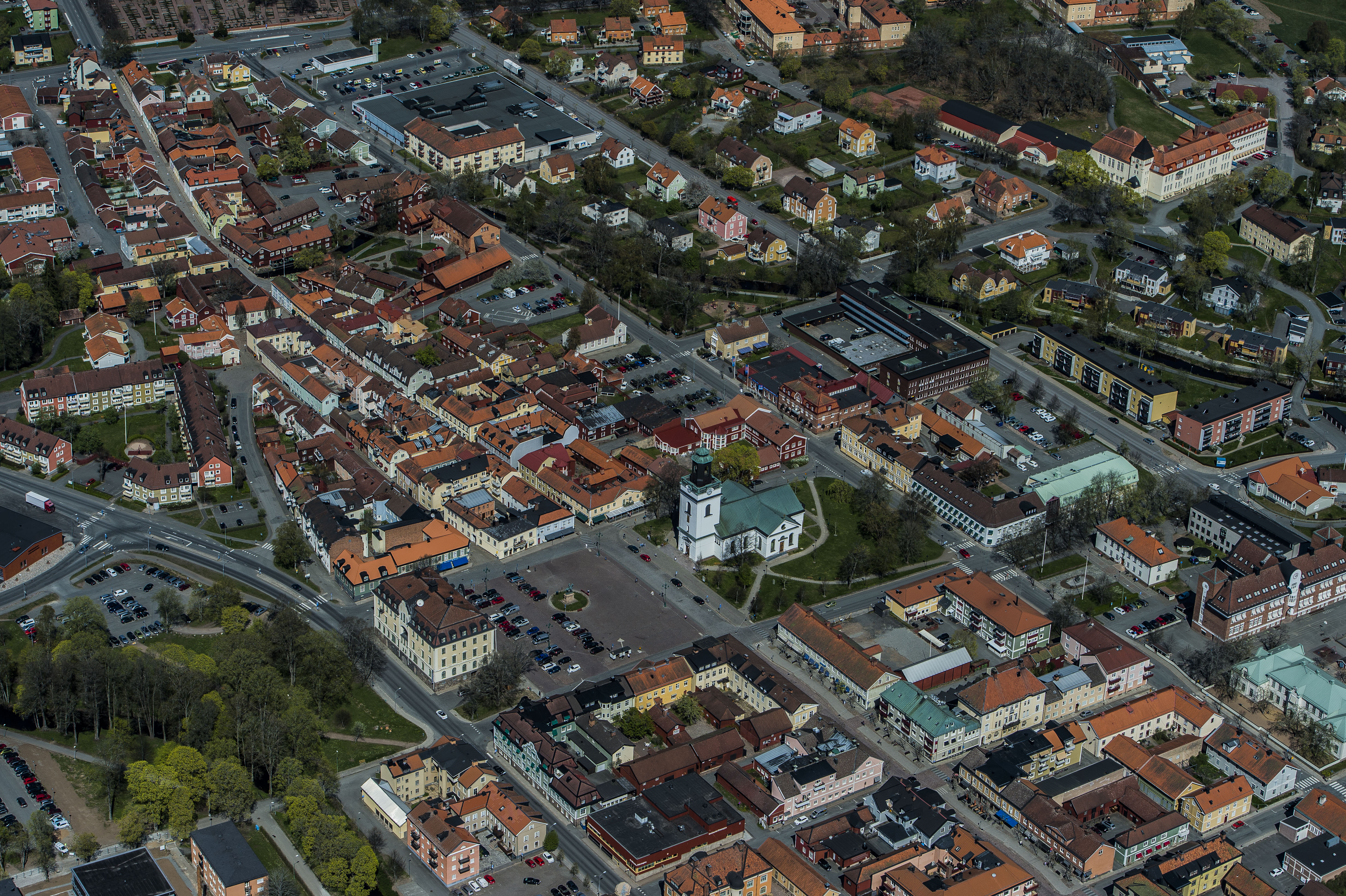
Eksjö från luften

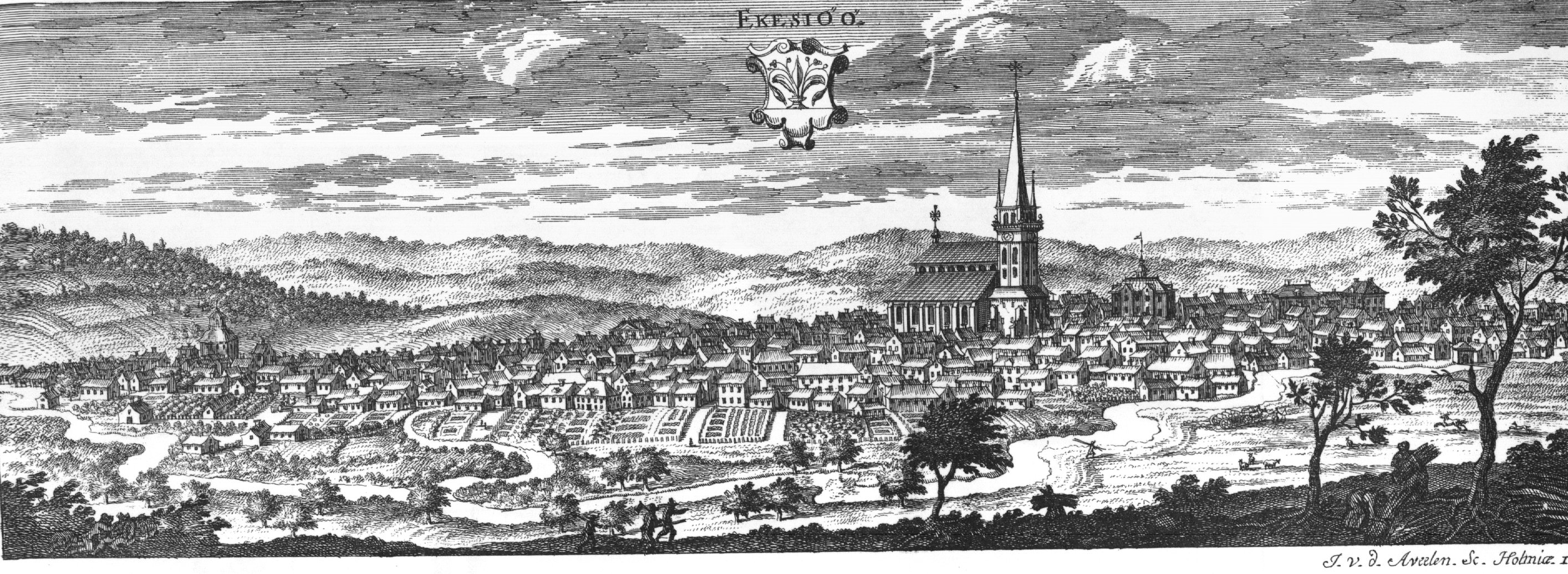
Gravering över Eksjö stad omkring 1690-1710.
Från Suecia antiqua et hodierna

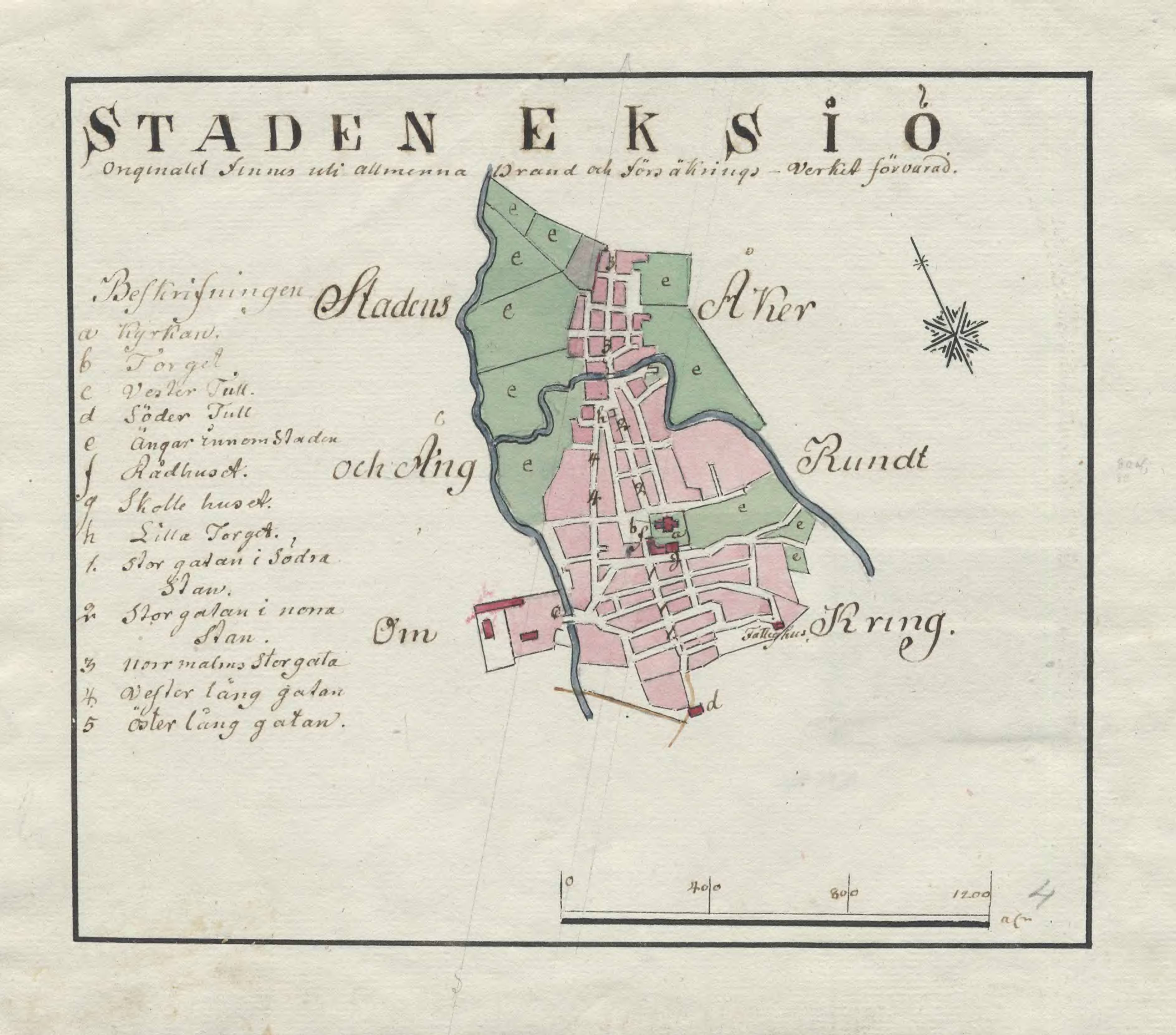
1700-talskarta över Eksjö

Eksjö finns omnämnd som tingsplats redan på 1300-talet, då den benämndes "Ekesiö". I Eksjö löpte vägen mellan biskopssätena Linköping i norr, och Växjö och Kalmar i söder, samman med vägen från Västergötland mot Östersjökusten. Platsen blev en naturlig samlingsplats för handel och tingsförrättningar.
Eksjö stad fick stadsrättigheter 1403 av Erik av Pommern. Det medeltida Eksjö låg cirka 500 meter sydväst om den nuvarande stadskärnan, mellan Breviksvägen och Bykvarn. 
Det Nordiska sjuårskriget 1563–1570 innebar förödelse för Eksjö. I samband med den danske fältherren Daniel Rantzaus fälttåg brändes staden ner av sina invånare 1568. Samma år skickade Erik XIV ett brev till sin slottsbyggare i Vadstena, Arendt de Roy, där denne befalldes att skyndsamt bege sig till Eksjö. Där stakade han ut hur den nya staden skulle byggas och på Erik XIV:s befallning flyttades staden till den ås där stads- och sockenkyrkan var belägen sedan medeltiden. År 1602 fick Eksjö sin första skola.
År 1856 föröddes staden en andra gång, då stadsdelen söder om kyrkan brann ner nästan fullständigt efter att en vårdslös gesäll torkat sina kläder framför öppen eld. Den norra stadsdelen räddades efter att befolkningen gjort en brandgata genom att riva bort hälften av ett hus. Byggnaden kallas därefter för Halvan. År 1857 upprättades en ny stadsplan för den brunna stadsdelen. Det blev en stadsplan som gick efter tidens ideal om ljus och luft samt betoning på brandsäkerhet och hygien. De olika stadsplanerna har gjort att det i stadsbilden är en tydlig skillnad mellan de olika tidsepokerna.
Efter 1860-talet tappade Eksjö i betydelse när Södra stambanan inte drogs över de gamla städerna Växjö–Vetlanda–Eksjö utan istället över Alvesta–Sävsjö–Nässjö. Efter en tid fick staden likväl en viss betydelse som järnvägsstad i och med att den blev järnvägsknut mellan bibanorna Nässjö-Oskarshamn järnväg och Eksjö–Österbymo Järnväg.
Eksjös senare historia präglas av verksamheten vid regementena. Än idag överbryggas åar och vattendrag i trakten av under övningar uppbyggda timmerbroar. En av landets första kvinnliga bilkårer grundades i Eksjö.
Den 16 augusti 2015 drabbades Gamla Eksjö av en stor brand.

### Militärstaden

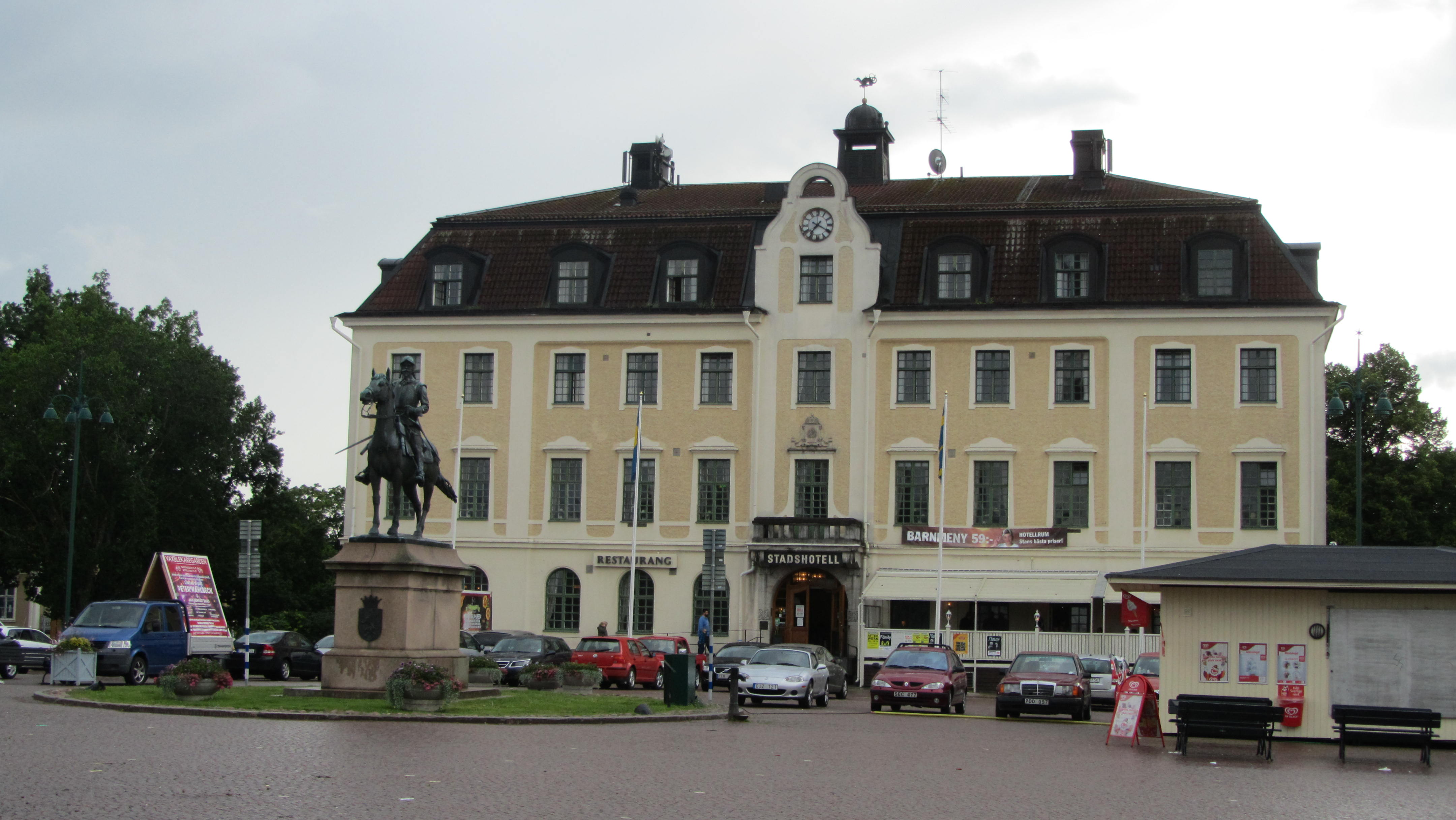
Stadshotellet i Eksjö

Eksjö blev tidigt en militärstad. Eksjös militära traditioner daterar sig till slutet av 1400-talet, då Ränneslätt började användas som militär mötes- och övningsplats. Militära förband övade sedan slutet av 1600-talet utanför staden. År 1686 kom Kungliga Smålands kavalleriregemente att knytas fastare till Eksjö. Flera regementen har därefter varit förlagda till Eksjö.
När Husarregementet och senare Kalmar regemente förlades till kaserner inne i Eksjö, började staden expandera kraftigt. I dag består Eksjö garnison av Göta ingenjörregemente (Ing 2), Totalförsvarets ammunitions- och minröjningscentrum (SWEDEC), delar av Försvarsmaktens logistik (FMLOG) samt Norra Smålandsgruppen. Garnisonen är Eksjös tredje största arbetsgivare med cirka 500 anställda. 

### Administrativa tillhörigheter
Från att ha varit kyrkby i Eksjö socken, utbröts orten 1403 till Eksjö stad. Efter kommunreformen 1862 låg sedan bebyggelsen i stadskommunen Eksjö stad och med en mindre del före 1949 i Eksjö socken/landskommun. Staden utökades 1949 med Eksjö socken/landskommun, och orten utgjorde därefter, som dess centrala ort, en liten del av stadskommunens område. År 1971 uppgick Eksjö stad i Eksjö kommun och orten är sedan dess centralort i kommunen.
Eksjö tillhör sedan 1949 Eksjö församling för att innan dess tillhört Eksjö stadsförsamling och med en del Eksjö landsförsamling.
Eksjö tillhörde judiciellt till 1941 Eksjö rådhusrätt och därefter till 1948 Norra och Södra Vedbo tingslag. Sedan 1971 ingår orten i Eksjö tingsrätts domsaga.

### Befolkningsutveckling
| Befolkningsutvecklingen i Eksjö 1960–2020                     | Befolkningsutvecklingen i Eksjö 1960–2020 | Befolkningsutvecklingen i Eksjö 1960–2020 | Befolkningsutvecklingen i Eksjö 1960–2020 | Befolkningsutvecklingen i Eksjö 1960–2020 |
| ------------------------------------------------------------- | ----------------------------------------- | ----------------------------------------- | ----------------------------------------- | ----------------------------------------- |
|                                                               |                                           |                                           |                                           |                                           |
| År                                                            |                                           |                                           | Folkmängd                                 | Areal (ha)                                |
| 1960                                                          | 1960                                      |                                           | 8 973                                     |                                           |
| 1965                                                          | 1965                                      |                                           | 8 934                                     |                                           |
| 1970                                                          | 1970                                      |                                           | 9 214                                     |                                           |
| 1975                                                          | 1975                                      |                                           | 9 686                                     |                                           |
| 1980                                                          | 1980                                      |                                           | 9 779                                     |                                           |
| 1990                                                          | 1990                                      |                                           | 10 411                                    | 797                                       |
| 1995                                                          | 1995                                      |                                           | 10 111                                    | 816                                       |
| 2000                                                          | 2000                                      |                                           | 9 725                                     | 816                                       |
| 2005                                                          | 2005                                      |                                           | 9 676                                     | 816                                       |
| 2010                                                          | 2010                                      |                                           | 9 701                                     | 834                                       |
| 2015                                                          | 2015                                      |                                           | 10 157                                    | 807                                       |
| 2020                                                          | 2020                                      |                                           | 11 023                                    | 922                                       |
| Anm.: Långanäsjöbaden räknas som en del av tätorten från 2020 |                                           |                                           |                                           |                                           |

## Bebyggelse
65 procent av byggnadsbeståndet i den centrala delen av staden är från tiden före 1900. 

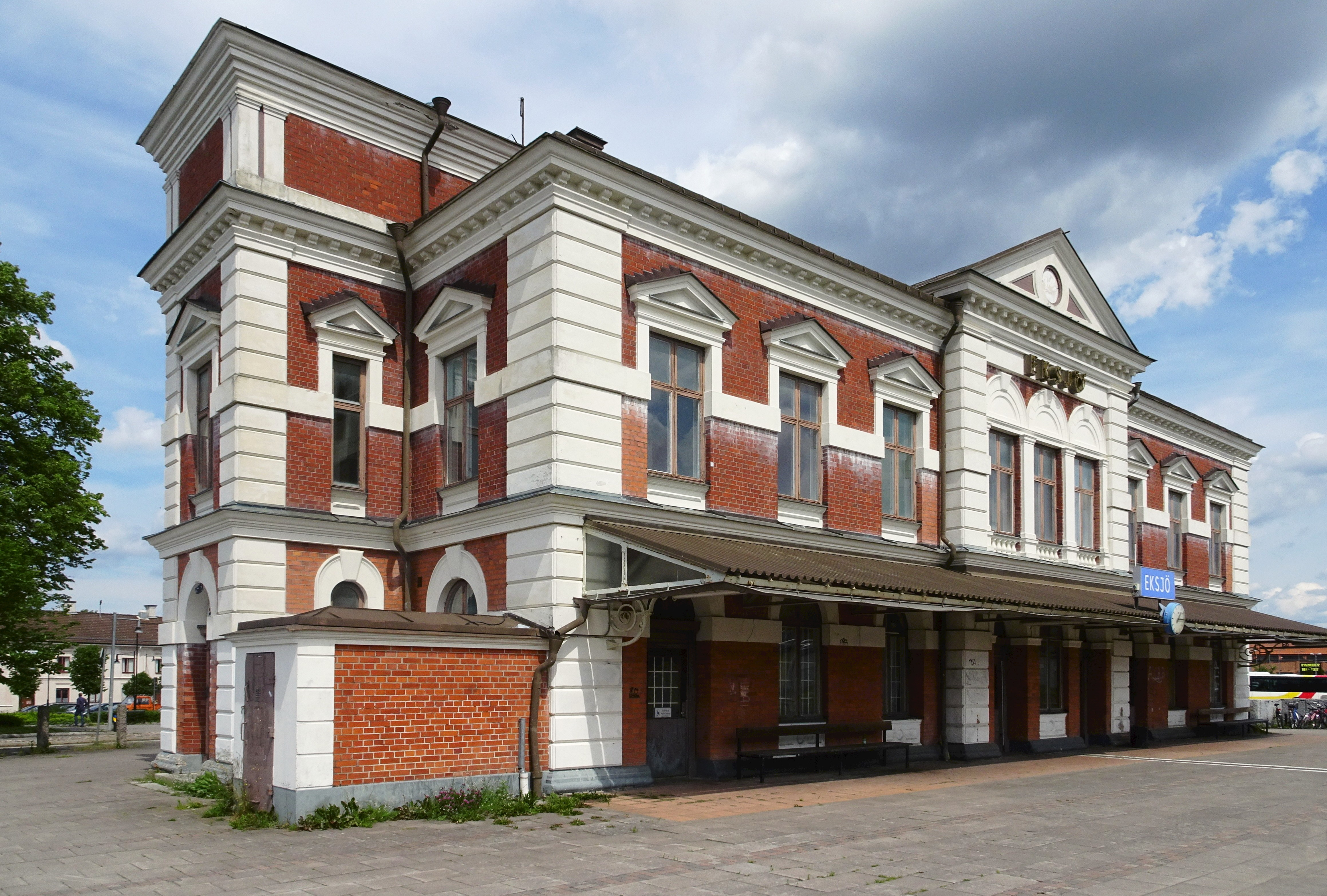
Eksjö stationshus, byggt 1897 efter ritningar av arkitekt Adolf Emil Melander. Stationen var under cirka 40 år en järnvägsknut mellan Nässjö-Oskarshamns järnväg och Eksjö-Österbymo järnväg.

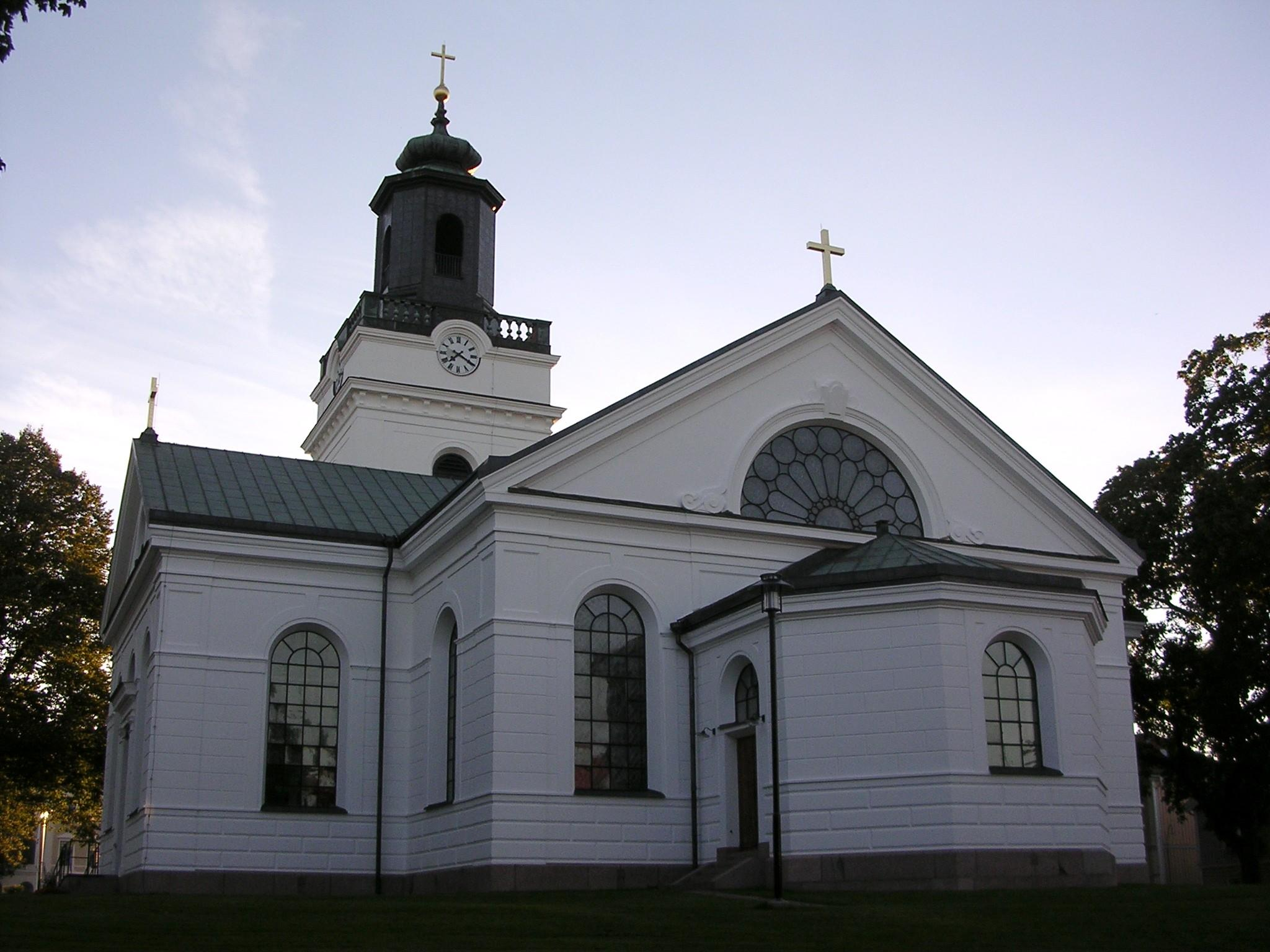
Eksjö kyrka sedd från Österlånggatan.

### Gamla stan

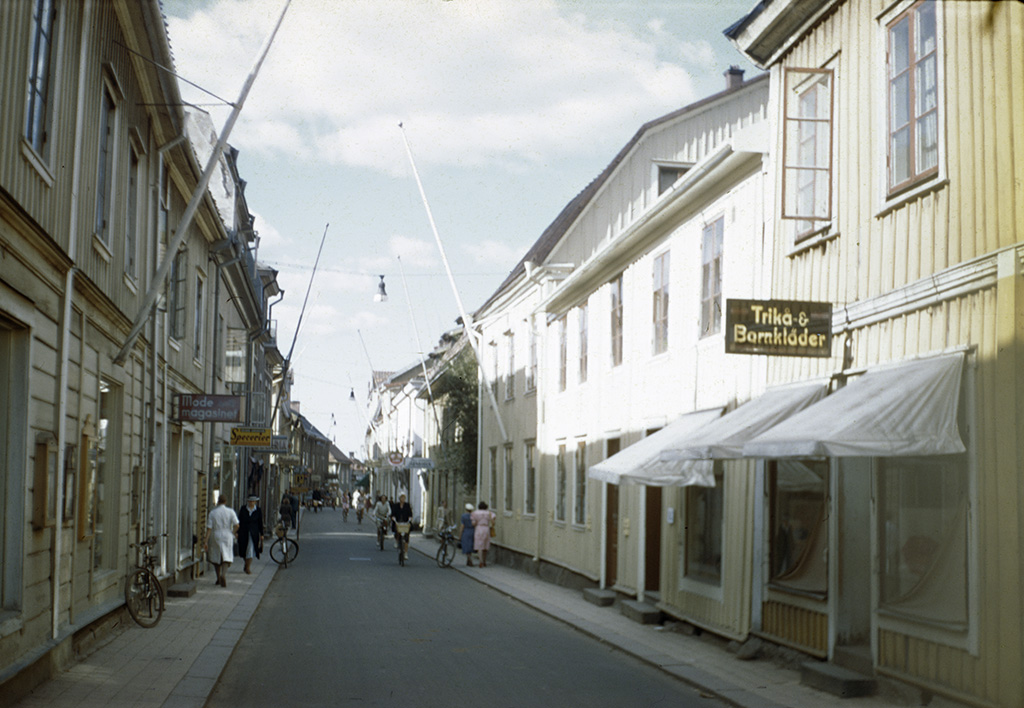
Gamla stan i Eksjö, 1947.

Den del av staden som ligger norr om kyrkan vid Stora Torget, har sedan den uppfördes förskonats från svårare bränder. Den oregelbundna rutnätsplan som idag är utmärkande för Gamla stan är till stor del samma som den som Arendt de Roy drog upp i sin stadsplan. Ytterligare en stadsdel tillfogades under loppet av 1600-talet. Eksjö kom därmed att få den utsträckning som i huvudsak blev bestående fram till 1800-talets slut. De gamla trähusen som finns att se idag är främst från 1600- och 1700-talen. I Gamla stan finns ett sextiotal byggnadsminnen. Gamla stan är ett framträdande exempel på hur trästäderna såg ut förr i tiden och stora delar av stadsdelen är därför K-märkt. Eksjö stad marknadsför sig ofta som "den unika trästaden" och man samarbetar med Hjo och Nora i nätverket "Tre Trästäder".
En besökare i Eksjö på 1870-talet prisade den södra stadsdelen med dess breda och rymliga trottoarer, medan den norra stadsdelen beskrevs mera negativt med krokiga smala gator och mörka gränder. De styrande vid denna tid delade denna uppfattning, vilket kom till uttryck i en stadsplan för norr 1877. Planen föreskrev, utan hänsyn till befintlig bebyggelse, en fortsättning av södra stadsdelens rätvinkliga rutplan över norra stadsdelen. Lyckligtvis fick planen en sådan utformning att den istället för att skapa förutsättningar för förändringar, konserverade den norra stadsdelen. Ytterligare en betydelsefull faktor för Eksjös bevarande var att återuppbyggnaden av den södra stadsdelen helt tog i anspråk de ekonomiska resurser som fanns i Eksjö fram till 1890.
En saneringsåtgärd i tidens anda genomfördes 1887, då församlingen lät riva den mörka stadskyrkan från medeltiden. En ny ljus och luftig kyrka byggdes på samma plats. Eksjöborna kom ganska snart att sakna den gamla församlingskyrkan med sin rika barockinredning. Successivt började inredningsdetaljerna från den gamla kyrkan återplaceras i den nya. Rivningen medförde ett begynnande intresse hos stadens mera inflytelserika borgare om värdet av Eksjös traditioner och bebyggelse. År 1896 påbörjades arbete med en ny stadsplan, som dock blev antagen först 1924. Vid den omfattande utvidgningen av planlagt område utgick man ifrån den befintliga bebyggelsen på norr.
År 1945 fanns långtgående planer på att riva en handelsgård, Krusagården, med anor från 1600-talet för att uppföra en modern affärsbyggnad. Genom en kraftig opinion och ett ingripande från en av stadens byggmästare renoverades istället gården. År 1963 förhindrade dåvarande stadsarkitekten rivningen av ett helt kvarter i Gamla stan i norr.. Avsikten var att bereda plats för den nya tidens varuhus. Detta faktum bidrog bland annat till att Gamla stan i Eksjö 1997 tilldelades Europa Nostras diplom "för utomordentlig renovering av denna betydelsefulla samling av äldre trähusbebyggelse som har givit nytt liv till den gamla stadskärnan."

### Stadens karaktär i övrigt
Stora Torget förenar i dag två tidsepoker, den senmedeltida mot norr och den nyklassicistiska mot söder.
Den småindustri i form av mindre mekaniska verkstäder, ett större snickeri i flera våningar med meta som ända in på 1980-talet fanns inne i centrala delar av staden, har fått lämna plats åt bostadshus vilka på detta sätt i sen tid kunnat byggas i direkt anslutning till trähusbebyggelsen i norr.
Eksjöån (Torsjöån) som är en västlig gren av Emån rinner genom staden och där ån rinner upp i sjön Hunsnäsen ligger, i omedelbar anslutning till stadskärnan, vattenledningsparken invid vilken förr även fanns ett 1898 uppfört ångkraftverk. Eksjö var en av de städer i landet som först fick elektricitet,, kanske beroende på att stadsgasverk aldrig anlades. Snart uppfördes även en högspänningslinje till Stalpet där en vattenkraftstation uppfördes.
Stadsdelar i Eksjö är bland andra Kvarnarp, Orrhaga, Kaffekullen, Grevhagen, Sjöängen, Bykvarn och Västra Brudbadet.

## Näringsliv

### Bankväsende
Eksjö stads sparbank grundades 1836. Den uppgick 1969 i Jönköpings läns sparbank, som senare blev en del av Swedbank.
Östergötlands enskilda bank öppnade ett kontor i Eksjö i januari 1857, men det drogs in på 1880-talet. Smålands enskilda bank hade ett kontor åtminstone från 1870-talet. År 1885 bildades Eksjö folkbank. År 1914 övertogs folkbanken av Göteborgs handelsbank. Vid 1920-talets början hade även Sydsvenska kreditaktiebolaget öppnat ett kontor. Göteborgs handelsbanks kontor övertogs vid början av år 1926 av Smålandsbanken. Därefter konkurrerade Smålandsbanken/Gotabanken/Nordbanken och Sydsvenska banken/Skånska banken/Handelsbanken på orten under huvuddelen av 1900-talet.
Nordea lade ner sitt kontor på Södra Storgatan 14 hösten 2016. Den 5 juli 2021 stänger även Handelsbanken. Därefter finns Swedbank kvar på orten.

## Sevärdheter
- Albert Engström-museet
- Kvarnarps gård
- Qvarnarp
- Skurugata
- Krusagården

## Kända personer från Eksjö
- Statsrådet Felix Hamrin (1875–1937) kom till staden med sina föräldrar
- Friidrottaren Gunnar Lindström (1896–1951) var född i Eksjö
- Konstnären Ture Fabiansson (1910–1994) var född i Eksjö
- Författaren Sven Forssell (1914–1962) levde sin sista tid i Eksjö
- Operasångaren Olav Gerthel (1915–1981) var född och uppvuxen i staden
- Konstnären Lennart Palmér (1918–2003) levde sitt liv i Eksjö
- Gymnastikprofilen Kjell Grane (1929-2020) växte upp i staden
- Filmprofessor Leif Furhammar (1937–2015) var född och uppvuxen i Eksjö
- Radioprofilen Bengt Grafström (född 1946) har på senare år bosatt sig i Eksjö
- Musikern Tomas Forssell (född 1951) växte upp i Eksjö, han är son till ovannämnde Sven Forssell
- Kriminalförfattaren Åke Edwardson (född 1953) är född i Eksjö
- Konstnären Helena Larsdotter Lindelia (död 1710) var verksam där
- Sångarevangelisten Ted Sandstedt (född 1956) är uppvuxen här
- Golfspelaren Pierre Fulke (född 1971), växte upp i Eksjö
- Ishockeyspelaren Niklas Hjalmarsson (född 1987), trefaldig Stanley Cup-mästare, växte upp i Russnäs utanför Eksjö
- Konstnären Magnus Wassborg (född 1962) uppväxt i Eksjö
- Metalbandet (2013) Orbit Culture
- Artisten och låtskrivaren Moa -  Cazzi Opeia  - Carlebecker (född 1988),  barnbarn till ovan nämnde Sven Forssell